# Zračna luka Baden
Zračna luka Baden (IATA: FKB, ICAO: EDSB), (službeno Flughafen Karlsruhe/Baden-Baden), je međunarodna zračna luka koja se nalazi u Rheinmünsteru u njemačkoj pokrajini Baden-Württemberg, 40 km južno od Karlsruhea,  12 km zapadno od Baden-Badena i 55 km sjeverno od francuskog Strasbourga.
Tijekom 2008. godine kroz zračnu luku je prošlo 1.151,583 putnika.